# قاصدي مرباح
قاصدي مرباح (16 أبريل 1938م - 21 أغسطس 1993م) الموافق ل (15 صفر 1357 هـ - 3 ربيع الأول 1414 هـ) اسمه الحقيقي خالف عبد الله سياسي جزائري ورئيس وزراء سابق في عهد الشاذلي بن جديد ومدير المخابرات الجزائرية في عهد الرئيس هواري بومدين إلى غاية 1979 تقريباً، هذا الأخير الذي وضع مرباح رئيساً للمخابرات الجزائرية لاتصافه بكل مواصفات الرجل الوطني والأمني إضافة إلى وفائه وقد استطاع القيام بالكثير من الأشياء خلال الحرب الباردة، المخابرات الجزائرية تمكنت في عهده وتحديداً في السبعينات من إنشاء قاعدة تنصت في لبنان، وتدريب جيش الصحراء الغربية أو ما يعرف بالجبهة البوليساريو.

## حياته
التحق قاصدي مرباح بسلك الأمن في 31 ديسمبر 1957 وهو في ريعان شبابه، حيث كان يبلغ من العمر 19 عاماً بعد أدائه فترة تربص عسكري دامت ستة أشهر انطلاقا من غرّة جويلية، والتي شارك فيها سبعون شابا وزّعوا على مختلف مناطق الولاية الخامسة. وتمّ تعيين بعض العناصر من هذه المجموعة ومن بينهم قاصدي مرباح للالتحاق بجهاز الاستخبارات، حيث تمّ تأسيس نواته الأولى والذي كان تابعاً لوزارة التسليح والاتصالات العامة سليلة مديرية الأمن العسكري. وبعد فترة وجيزة تولّى قيادة مصلحة الاستخبارات لهيئة أركان جيش التحرير الوطني عام 1960. تفوقه في قيادة الرجال ونبوغه في التحليل للمواقف جعل منه المؤهل الأول لقيادة جهاز المخابرات الجزائرية بدءً من أكتوبر 1962 ليجعل منه القوة الضاربة في وجه الأعداء. وانتهت فترة قيادته له في 5 مايو 1979 عندما عيّن أميناً عاماً لوزارة الدفاع الوطني في ظل العهدة الأولى لرئاسة الشاذلي بن جديد للجزائر، بعد تركه رئاسة المخابرات استلم منصب وزير للصناعات الثقيلة ثم وزيراً للفلاحة وأخيراً وزيراً للصحة، وعين رئيساً للحكومة الجزائرية من 5 نوفمبر 1988 لغاية 9 سبتمبر 1989.
اغتيل في 21 أوت 1993 بشارع هواري بومدين بوسط مدينة برج البحري رفقة ابنه وأخيه وسائقه وحارسه الشخصي عندما كانوا داخل السيارة.

## حياته المهنية بعد الاستقلال
مدرب بلا منازع من "SM" في وزارة الدفاع الوطني من أكتوبر 1962 إلى فبراير 1979، وثيقة والمؤمنين بومدين متعاون، شارك بنشاط في انقلاب 19 يونيو 1965. عندما عذاب بومدين، كان مسؤولا عن جميع الأجهزة الأمنية: الشرطة وقوات الدرك والأمن العسكري، وهو ما يفسر دوره في العملية الانتقالية.
في يناير كانون الثاني عام 1979، وقال أنه يخرج من الظلال من خلال تقديم الدعم للعقيد الشاذلي، الذي يفوق منافسيها الرئيسيين. نائب رئيس اللجنة المركزية، تخلى عن واجباته كرئيس للالأمن العسكري أن يكون 5 مايو 1979 الأمين العام لوزارة الدفاع. رُقّي إلى رتبة عقيد 28 يوليو 1979، لكنه خسر مقعده في المكتب السياسي لجبهة التحرير الوطني، وتخفيض 17-7 الأعضاء، لكنه يحتفظ مهامها إلى وزارة الدفاع.
عندما خلط من 15 يوليو 1980، تم تهميش مرباح. غادر منصب والأمين العام لوزارة الدفاع ليصبح نائب وزير الدفاع المسؤول عن الخدمات اللوجستية والصناعات العسكرية، حتى 12 يناير 1982 عندما عين وزيرا للصناعة الثقيلة. في 16 كانون الثاني عام 1984، عاد كعضو مناوب المكتب السياسي، وفي 22 كانون الثاني، فإنه يذهب من الصناعات الثقيلة إلى الزراعة والصيد، حيث يتطور تحرير «المناطق الزراعية الاشتراكية»، التي تحولت إلى «المزارع الجماعية» أو حالة فردية، مما يمهد الطريق لمزيد من الخصخصة.
عضو في تخصيب جنة الميثاق الوطني في عام 1986، ألهمت رحلة الشاذلي الولايات المتحدة، رئيس لجنة المؤسسات، فإنه يفقد وزارة الزراعة والديرة 15 فبراير 1988 لأقل أهمية الصحة. فني لا مثيل لها منذ أيام بوصوف، قاصدي مرباح هو منتج نقي لجبهة التحرير الوطني. لفترة طويلة كان واحدا من boumédiénisme بارونات واحدة من الدعائم التي تقوم عليها مختلف الحكومات.
في أعقاب أعمال الشغب من أكتوبر عام 1988، تم تعيينه من قبل الرئيس 5 نوفمبر 1988 لتشكيل حكومة جديدة. تحت الحكم الدستوري الجديد الذي اعتمد في استفتاء 3 نوفمبر الماضي، وقال أنه اتخذ لقب رئيس الحكومة، الذي يحل محل رئيس الوزراء بأن سلفه كان عبد الحميد الإبراهيمي. بشكل فعال ومنظم، ومع ذلك، يتم رفض ذلك 9 سبتمبر 1989، وأقل من عام بعد تعيينه لرئاسة الحكومة ل «الدفء» في تنفيذ الإصلاحات. إقالته كان تقريبا فتح أزمة سياسية داخل الحكومة بعد أنه يعارض الرئيس الشاذلي الحجج القانونية.
وقد حل محله مولود حمروش. بعد عدة أشهر من التفكير، وقال أنه يتحدث 14 مايو 1990 في تيزي وزو نشطاء جبهة التحرير الوطني لمناقشة الأزمة في الحزب، وتظهر لأول مرة اهتمامه باللغة البربرية. في 8 أكتوبر، أنه يفصل طرف حيث كان نشطا لمدة 34 عاما من قبل استقالته من اللجنة المركزية. وبعد شهر، 5 نوفمبر 1990، وقال أنه تقدم لوزارة الداخلية للموافقة على سجله الحزب الخاصة، والحركة الجزائرية من أجل العدالة والتنمية (MAJD) اختصار معنى «مجد» في اللغة العربية، الذي يحصل سعادته 5 يناير 1991 وهو الأمين العام (مجد ليس الرئيس). شهادة في القانون، وقال أنه يكرس كراهية العنيد للرئيس السابق الشاذلي. وقال أنه لم يكن يهاجم الجبهة الإسلامية للإنقاذ (FIS) بل إنه يحتفظ قوية مثل اتصالات منفصلة مع ممثلي التيارات الإسلامية المختلفة من جهة السابقين. وقال أنه سوف محاولة لحملهم على طاولة المفاوضات. عملية معقدة من شأنها أن يكلفه حياته. في 25 تموز عام 1993، وصل مع محاوريه ينبغي أن تقدم الاتفاق FIS حل بشأن مشروع عملية العودة إلى السلام والمصالحة الوطنية إلى سلطات البلد.

## اغتياله
في 21 أغسطس 1993، في 19:00، في برج البحري، تم اغتياله مع ابنه الأصغر حكيم، سائق هاشمي، وشقيقه عبد العزيز وحارسه عبد العزيز نصري.

## روابط خارجية
- قاصدي مرباح على موقع مونزينجر (الألمانية)